# Fiorella Chiappe
Fiorella Chiappe Madsen (Barcellona, 1º gennaio 1996) è un'ostacolista e multiplista argentina naturalizzata andorrana, specializzata nei 400 metri ostacoli.

## Biografia
Nata in Spagna, Chiappe si è avvicinata all'atletica leggera cimentandosi nelle prime competizioni di prove multiple nel 2011. Tutta la sua carriera giovanile è avanzata, infatti, nell'eptathlon debuttando mondialmente nel 2013 ai Mondiali allievi in Ucraina, ed avendo un certo successo in ambito regionale, con la vittoria nel 2014 ai Giochi sudamericani in Cile.
Dal 2017 si è focalizzata principalmente sulle corse ad ostacoli, conquistando nel 2018 la medaglia d'oro sia ai Giochi sudamericani in Bolivia sia ai Campionati ibero-americani in Perù. Ha inoltre fatto parte della squadra di staffetta femminile sui 400 metri piani.
Chiappe detiene il record nazionale nei 400 metri ostacoli, stabilito nel 2018.

## Record nazionali
Seniores
- 400 metri ostacoli: 55"88 ( Bruxelles, 8 luglio 2018)
- Eptathlon: 5815 p. ( Buenos Aires, 5 marzo 2017)

## Palmarès
| Anno                              | Manifestazione                    | Sede             | Evento         | Risultato | Prestazione | Note                          |
| --------------------------------- | --------------------------------- | ---------------- | -------------- | --------- | ----------- | ----------------------------- |
| In rappresentanza dell' Argentina |                                   |                  |                |           |             |                               |
| 2012                              | Sudamericani U18                  | Mendoza          | Salto in alto  | Bronzo    | 1,71 m      |                               |
| 2012                              | Sudamericani U18                  | Mendoza          | Salto in lungo | 5ª        | 5,60 m      |                               |
| 2012                              | Sudamericani U18                  | Mendoza          | 4×400 m        | Argento   | 2'13"95     |                               |
| 2013                              | Mondiali allievi                  | Donec'k          | Eptathlon      | 6ª        | 5490 p.     |                               |
| 2013                              | Panamericani juniores             | Medellín         | Eptathlon      | 6ª        | 5426 p.     |                               |
| 2013                              | Sudamericani juniores             | Resistencia      | Eptathlon      | Oro       | 5452 p.     |                               |
| 2014                              | Giochi sudamericani               | Santiago         | Eptathlon      | Argento   | 5568 p.     | Miglior prestazione personale |
| 2014                              | Mondiali juniores                 | Eugene           | Eptathlon      | 19ª       | 5183 p.     |                               |
| 2014                              | Sudamericani U23                  | Montevideo       | Eptathlon      | Argento   | 5207 p.     |                               |
| 2015                              | Sudamericani juniores             | Cuenca           | Eptathlon      | Oro       | 5242 p.     |                               |
| 2015                              | Panamericani juniores             | Edmonton         | Eptathlon      | Argento   | 5313 p.     |                               |
| 2016                              | Campionati ibero-americani        | Rio de Janeiro   | Eptathlon      | 7ª        | 4533 p.     |                               |
| 2016                              | Sudamericani U23                  | Lima             | Eptathlon      | Oro       | 5149 p.     |                               |
| 2017                              | Sudamericani                      | Asunción         | 400 m hs       | Bronzo    | 57"02       |                               |
| 2017                              | Sudamericani                      | Asunción         | 4×400 m        | 4ª        | 3'40"56     |                               |
| 2017                              | Universiadi                       | Taipei           | Eptathlon      | dnf       | dnf         |                               |
| 2018                              | Sudamericani U23                  | Cuenca           | 400 m hs       | Oro       | 56"25       |                               |
| 2018                              | Sudamericani U23                  | Cuenca           | 4×400 m        | 5ª        | 3'45"67     |                               |
| 2018                              | Campionati ibero-americani        | Trujillo         | 400 m hs       | Oro       | 56"25       |                               |
| 2018                              | Campionati ibero-americani        | Trujillo         | 4×400 m        | Argento   | 3'36"99     |                               |
| 2018                              | Giochi sudamericani               | Cochabamba       | 400 m hs       | Oro       | 56"39       |                               |
| 2018                              | Giochi sudamericani               | Cochabamba       | 4×400 m        | Bronzo    | 3'35"96     |                               |
| 2019                              | Sudamericani                      | Lima             | 400 m hs       | Bronzo    | 57"03       |                               |
| 2019                              | Sudamericani                      | Lima             | 4×400 m        | Bronzo    | 3'36"76     |                               |
| 2019                              | Giochi panamericani               | Lima             | 400 m hs       | Batteria  | 61"42       |                               |
| 2019                              | Giochi panamericani               | Lima             | 4×400 m        | 8ª        | 3'41"39     |                               |
| In rappresentanza di Andorra      |                                   |                  |                |           |             |                               |
| 2025                              | Giochi dei piccoli stati d'Europa | Andorra La Vella | 4x400 m        | Argento   | 3'40"58     |                               |
| 2025                              | Giochi dei piccoli stati d'Europa | Andorra La Vella | 4x400 m mista  | Bronzo    | 3'29"19     |                               |